# Cantó de Lezay
El cantó de Lezay és un cantó francès del departament de Deux-Sèvres, situat al districte de Niort. Té 10 municipis i el cap és Lezay.

## Municipis
- Chenay
- Chey
- Lezay
- Messé
- Rom
- Saint-Coutant
- Sainte-Soline
- Sepvret
- Vançais
- Vanzay

## Història
| Data d'elecció                           | Identitat          | Partit                    | Qualitat |
| ---------------------------------------- | ------------------ | ------------------------- | -------- |
| 1945-1955                                | M. Lacorre         | radical                   |          |
| 1955-1961                                | M. Duribault       | radical                   |          |
| 1961-1973                                | Jules Allonneau    | SFIO, després PS          |          |
| 1973-1979                                | M. Mornet          | PRG, després UDF          |          |
| 1979-2004                                | Jean-Pierre Marché | PS, després divers gauche |          |
| 2004-                                    | Jean-Claude Mazin  | PS                        |          |
| les dades anteriors no són pas conegudes |                    |                           |          |
|                                          |                    |                           |          |

## Demografia
| A partir de 1990: Població sense dobles comptes |